# Зінічев Євген Миколайович
 Євген Миколайович Зінічев  (18 серпня 1966, Ленінград, РРФСР — 8 вересня 2021, Норильськ, РФ) — російський державний діяч, військовик. Міністр РФ у справах цивільної оборони, надзвичайних ситуацій і ліквідації наслідків стихійних лих з 18 травня 2018 року, член Ради безпеки РФ з 28 травня 2018 року, за часів СРСР — працівник КДБ. Генерал армії (2020).
Був тимчасовим в.о. губернатора Калінінградської області (28.07-6.10.2016), заступником директора служби безпеки Росії (2016—2018). Довірена особа Путіна, що відповідала за особисту безпеку президента РФ.

## Життєпис
Народився 18 серпня 1966 року в Ленінграді. 1984—1986 — після середньої школи проходив службу за призовом на Північному флоті.
Закінчив Санкт-Петербурзький інститут бізнесу і права, отримавши дипломи про закінчення двох факультетів: економічного і «фінанси і кредит».
З 1987 до 1991 року — на службі в КДБ СРСР, член КПРС.
Працював у центральному апараті ФСБ Росії, пройшовши шлях від оперативного співробітника до глави регіонального управління.
З 1991 року служив у Федеральній службі охорони РФ.
У 2006—2015 роках працював в особистій охороні Служби безпеки Президента РФ.
У 2012—2013 роках пройшов курс перепідготовки в Військової академії Генштабу ЗС РФ.
У червні 2015 року був призначений начальником управління ФСБ Росії у Калінінградській області.
28 липня 2016 року — в.о. обов'язків губернатора Калінінградської області. Його попередник Микола Цуканов став представником президента у Північно-західному окрузі.
6 жовтня 2016 року пішов у відставку, пропрацювавши 70 днів. Його наступником став Антон Аліханов.
7 жовтня 2016 року призначений заступником директора ФСБ Росії. Цього ж місяця йому присвоїли військове звання генерал-лейтенант.
17 травня 2018 року став главою МНС Росії замість Володимира Пучкова.
28 травня 2018 року включений до складу Ради безпеки РФ.
У грудні 2018 року — отримав звання генерал-полковник. 21 грудня 2020 року отримав військове звання генерала армії.

### Смерть
Загинув 8 вересня 2021 року в Норильську, як було заявлено офіційно — під час навчань. Представники МНС РФ заявили, що він загинув, рятуючи чоловіка, що впав, але жодних доказів чи відеозаписів опубліковано не було. 
Опозиційні політики та політичні експерти Росії, зокрема Валерій Соловей, висунули версію про вбивство Зінічева через його «нелояльність» чинному кремлівському керівництву та ймовірні претензії на верховну владу. За твердженням В. Д. Соловея, який посилається на свої джерела у владних колах РФ, Є. Зінічева могли усунути через його намір здійснити державний переворот, причому разом із Зінічевим вбили ще одного учасника змови —«основного» на той час двійника Путіна.

## Сім'я
Був одружений, мав сина, онука і двох онучок.

## Нагороди
- Герой Російської Федерації (9 вересня 2021, посмертно)
- Орден «За заслуги перед вітчизною» IV ступеня з мечами;
- Медаль ордена «За заслуги перед вітчизною» II ступеня;
- Медаль Суворова;
- Медаль «70 років Збройних Сил СРСР»;
- Медаль «За відзнаку при виконанні спеціальних завдань»;
- Медаль «За військову доблесть»;
- Медаль «За відзнаку у військовій службі» I, II і III ступеня;
- Медаль «За військову доблесть»;
- Медаль «125 років органам державної охорони Росії»;
- Нагрудний знак «За службу в ФСО Росії»;
- Медаль «За повернення Криму» (Міноборони РФ).